# Canelones (stad)
Canelones is een stad in Uruguay en hoofdstad van het departement Canelones. De stad had 19.631 inwoners bij de volkstelling van 2004.
Canelones werd gesticht in 1782 door de priester Juan Miguel de Laguna onder de naam Villa de Nuestra Señora de Guadalupe. De eerste inwoners waren voornamelijk Galicische en Canarische kolonisten, de bewoners worden nog steeds Canarios genoemd.
In 1813 werd de stad op voorspraak van José Artigas tot hoofdstad van de Provincia Oriental benoemd, een kleine drie jaar later, op 27 januari 1816, werd Villa de Nuestra Señora de Guadalupe ook hoofdstad van het toen ontstane departement. Ook de vlag van Uruguay werd in 1828 in de stad ontworpen. De naam van de stad werd op 23 maart 1916 veranderd in Canelones nadat de stad ook wettelijk een stad was geworden.
Canelones was gastheer van het Pan-Amerikaans kampioenschap handbal mannen 2014.

## Geboren
- George DelHoyo (1953), acteur
- Nelson Cabrera (1967), voetballer
- Diego Lugano (1980), voetballer
- Matías Vecino (1991), voetballer